# 奧爾堡體育俱樂部
奧爾堡BK（Aalborg Boldspilklub）是丹麥的一家體育俱樂部。主場位於丹麥城市奧爾堡。俱樂部成立於1885年5月13日，由幾位英國鐵道技師創立，當時的名稱是Aalborg Cricketklub。之後在1889年更名為Aalborg Boldbklub，1906年更名為Aalborg Boldspilklub af 1885。過去曾設立有板球和網球部門，現設有足球、冰球、手球、籃球部門。這四個部門均有參加丹麥國內該項目的頂級聯賽賽事。

## 足球
足球部門成立於1902年。在1995-96賽季的歐洲冠軍杯預選賽中，奧爾堡不敵基輔迪納摩，本來無法參加冠軍杯正賽，但後來因基輔迪納摩在比賽中賄賂裁判的事件被曝光，因而最終奧爾堡頂替基輔迪納摩參賽。在6場比賽中，奧爾堡共獲得了4分，是所有參賽球隊中最差的。奧爾堡獲得了2007-08賽季丹麥足球超級聯賽的冠軍，因而得以參加2008-09賽季歐洲冠軍杯的預選賽，并最終通過了預選賽，成為該賽季歐洲冠軍杯的參賽球隊之一。

## 外部連結
- AaB官方網站